# Progressive Alliance
De Progressive Alliance of Progressieve Alliantie (PA) is een wereldwijde organisatie die sociaaldemocratische en progressieve politieke partijen bijeenbrengt.
De organisatie werd in 2013 opgericht als alternatief voor de Socialistische Internationale (SI). Een aantal leden van de SI stapten over naar de PA, andere zijn lid van beide koepels. De PA telt zo'n 140 ledenorganisaties, waaronder de Belgische sociaaldemocratische partijen PS en Vooruit en de Nederlandse Partij van de Arbeid.